# Simple dames de badminton aux Jeux olympiques d'été de 2012
Pour un article plus général, voir Badminton aux Jeux olympiques d'été de 2012.
Navigation
Pékin 2008 Rio de Janeiro 2016
Le tournoi du simple dames de badminton aux Jeux olympiques d'été de 2012 se déroule à la Wembley Arena de Londres du 28 juillet au 4 août 2012.

## Format de la compétition
Les participantes sont réparties en 16 groupes où chaque joueuse rencontre toutes les autres.
La première de chaque groupe est qualifiée pour les 1/8 de finale. Par la suite, les athlètes s'affrontent lors d'une phase à élimination directe, jusqu'en finale.

## Têtes de séries
| 1. Wang Yihan (CHN) 2. Wang Xin (CHN) 3. Li Xuerui (CHN) 4. Saina Nehwal (IND) 5. Tine Baun (DEN) 6. Juliane Schenk (GER) 7. Cheng Shao-chieh (TPE) 8. Sung Ji-hyun (KOR) | 1. Ratchanok Intanon (THA) 2. Tai Tzu-ying (TPE) 3. Bae Youn-joo (KOR) 4. Sayaka Sato (JPN) 5. Gu Juan (SIN) 6. Jie Yao (NED) 7. Petya Nedelcheva (BUL) 8. Pi Hongyan (FRA) |

## Phase de poule

### Groupe A
| Athlète     | Pays   | MJ | G | P | SG | SP | Pts |
| ----------- | ------ | -- | - | - | -- | -- | --- |
| Wang Yihan  | Chine  | 1  | 1 | 0 | 2  | 0  | 1   |
| Michelle Li | Canada | 1  | 0 | 1 | 0  | 2  | 0   |

| Date : 30 juillet 2012 à 9:05 | Date : 30 juillet 2012 à 9:05 | Date : 30 juillet 2012 à 9:05 |
| Athlète 1                     | Score                         | Athlète 2                     |
| ----------------------------- | ----------------------------- | ----------------------------- |
| Wang Yihan Chine              | 21–8 21–16                    | Michelle Li Canada            |

### Groupe B
| Athlète          | Pays         | MJ | G | P | SG | SP | Pts |
| ---------------- | ------------ | -- | - | - | -- | -- | --- |
| Youn-joo Bae     | Corée du Sud | 2  | 2 | 0 | 4  | 1  | 2   |
| Jing Yi Tee      | Malaisie     | 2  | 1 | 1 | 3  | 2  | 1   |
| Agnese Allegrini | Italie       | 2  | 0 | 2 | 0  | 4  | 0   |

| Athlète 1                      | Score                         | Athlète 2                     |
| Date : 28 juillet 2012 à 8:30  | Date : 28 juillet 2012 à 8:30 | Date : 28 juillet 2012 à 8:30 |
| ------------------------------ | ----------------------------- | ----------------------------- |
| Youn-joo Bae Corée du Sud      | 16-21 -15 21-12               | Jing Yi Tee Malaisie          |
| Date : 30 juillet 2012 à 20:54 |                               |                               |
| Agnese Allegrini Italie        | 7–21 14–21                    | Jing Yi Tee Malaisie          |
| Date : 31 juillet 2012 à 14:19 |                               |                               |
| Youn-joo Bae Corée du Sud      | 21–11 21–15                   | Agnese Allegrini Italie       |

### Groupe C
| Athlète          | Pays           | MJ | G | P | SG | SP | Pts |
| ---------------- | -------------- | -- | - | - | -- | -- | --- |
| Shao-chieh Cheng | Taipei chinois | 2  | 2 | 0 | 4  | 0  | 2   |
| Neslihan Yiğit   | Turquie        | 2  | 1 | 1 | 2  | 2  | 1   |
| Simone Prutsch   | Autriche       | 2  | 0 | 2 | 0  | 4  | 0   |

| Athlète 1                       | Score                          | Athlète 2                      |
| Date : 28 juillet 2012 à 14:15  | Date : 28 juillet 2012 à 14:15 | Date : 28 juillet 2012 à 14:15 |
| ------------------------------- | ------------------------------ | ------------------------------ |
| Neslihan Yiğit Turquie          | 21-18 21-10                    | Simone Prutsch Autriche        |
| Date : 30 juillet 2012 à 13:09  |                                |                                |
| Shao-chieh Cheng Taipei chinois | 21-11 21-9                     | Simone Prutsch Autriche        |
| Date : 31 juillet 2012 à 12:30  |                                |                                |
| Shao-chieh Cheng Taipei chinois | 21-10 21-6                     | Neslihan Yiğit Turquie         |

### Groupe D
| Athlète          | Pays      | MJ | G | P | SG | SP | Pts |
| ---------------- | --------- | -- | - | - | -- | -- | --- |
| Juan Gu          | Singapour | 2  | 2 | 0 | 4  | 0  | 2   |
| Victoria Na      | Australie | 2  | 1 | 0 | 2  | 2  | 1   |
| Monika Fašungová | Slovaquie | 2  | 0 | 2 | 0  | 4  | 0   |

| Athlète 1                     | Score                         | Athlète 2                     |
| Date : 29 juillet 2012 à 8:30 | Date : 29 juillet 2012 à 8:30 | Date : 29 juillet 2012 à 8:30 |
| ----------------------------- | ----------------------------- | ----------------------------- |
| Juan Gu Singapour             | 21-5 21-11                    | Monika Fašungová Slovaquie    |
| Date : 30 juillet 2012 à 8:30 |                               |                               |
| Victoria Na Australie         | 21-12 21-18                   | Monika Fašungová Slovaquie    |
| Date : 31 juillet 2012 à 9:09 |                               |                               |
| Juan Gu Singapour             | 21-10 21-7                    | Victoria Na Australie         |

### Groupe E
| Athlète        | Pays     | MJ | G | P | SG | SP | Pts |
| -------------- | -------- | -- | - | - | -- | -- | --- |
| Saina Nehwal   | Inde     | 2  | 2 | 0 | 4  | 0  | 2   |
| Lianne Tan     | Belgique | 2  | 1 | 1 | 2  | 2  | 1   |
| Sabrina Jaquet | Suisse   | 2  | 0 | 2 | 0  | 4  | 0   |

| Athlète 1                      | Score                          | Athlète 2                      |
| Date : 28 juillet 2012 à 20:50 | Date : 28 juillet 2012 à 20:50 | Date : 28 juillet 2012 à 20:50 |
| ------------------------------ | ------------------------------ | ------------------------------ |
| Lianne Tan Belgique            | 21-16 21-16                    | Sabrina Jaquet Suisse          |
| Date : 29 juillet 2012 à 13:42 |                                |                                |
| Saina Nehwal Inde              | 21-9 21-4                      | Sabrina Jaquet Suisse          |
| Date : 30 juillet 2012 à 18:30 |                                |                                |
| Saina Nehwal Inde              | 21-4 21-14                     | Lianne Tan Belgique            |

### Groupe F
| Athlète             | Pays     | MJ | G | P | SG | SP | Pts |
| ------------------- | -------- | -- | - | - | -- | -- | --- |
| Jie Yao             | Pays-Bas | 2  | 2 | 0 | 4  | 0  | 2   |
| Ragna Ingólfsdóttir | Islande  | 2  | 1 | 1 | 2  | 2  | 1   |
| Akvilė Stapušaitytė | Lituanie | 2  | 0 | 2 | 0  | 4  | 0   |

| Athlète 1                      | Score                          | Athlète 2                      |
| Date : 29 juillet 2012 à 12:30 | Date : 29 juillet 2012 à 12:30 | Date : 29 juillet 2012 à 12:30 |
| ------------------------------ | ------------------------------ | ------------------------------ |
| Jie Yao Pays-Bas               | 21-16 21-7                     | Akvilė Stapušaitytė Lituanie   |
| Date : 30 juillet 2012 à 19:42 |                                |                                |
| Ragna Ingólfsdóttir Islande    | 21-10 21-16                    | Akvilė Stapušaitytė Lituanie   |
| Date : 31 juillet 2012 à 20:54 |                                |                                |
| Jie Yao Pays-Bas               | 21-12 25-23                    | Ragna Ingólfsdóttir Islande    |

### Groupe G
| Athlète              | Pays     | MJ | G | P | SG | SP | Pts |
| -------------------- | -------- | -- | - | - | -- | -- | --- |
| Tine Baun            | Danemark | 2  | 2 | 0 | 4  | 1  | 2   |
| Anastasia Prokopenko | Russie   | 2  | 1 | 1 | 3  | 2  | 1   |
| Kamila Augustyn      | Pologne  | 2  | 0 | 2 | 0  | 4  | 0   |

| Athlète 1                      | Score                         | Athlète 2                     |
| Date : 28 juillet 2012 à 9:05  | Date : 28 juillet 2012 à 9:05 | Date : 28 juillet 2012 à 9:05 |
| ------------------------------ | ----------------------------- | ----------------------------- |
| Anastasia Prokopenko Russie    | 21-16 21-17                   | Kamila Augustyn Pologne       |
| Date : 30 juillet 2012 à 19:40 |                               |                               |
| Tine Baun Danemark             | 21-11 21-6                    | Kamila Augustyn Pologne       |
| Date : 31 juillet 2012 à 12:30 |                               |                               |
| Tine Baun Danemark             | 19-21 -15 21-16               | Anastasia Prokopenko Russie   |

### Groupe H
| Athlète         | Pays            | MJ | G | P | SG | SP | Pts |
| --------------- | --------------- | -- | - | - | -- | -- | --- |
| Sayaka Sato     | Japon           | 2  | 2 | 0 | 4  | 1  | 2   |
| Susan Egelstaff | Grande-Bretagne | 2  | 1 | 1 | 3  | 2  | 1   |
| Maja Tvrdy      | Slovénie        | 2  | 0 | 2 | 0  | 4  | 0   |

| Athlète 1                       | Score                          | Athlète 2                       |
| Date : 28 juillet 2012 à 12:30  | Date : 28 juillet 2012 à 12:30 | Date : 28 juillet 2012 à 12:30  |
| ------------------------------- | ------------------------------ | ------------------------------- |
| Susan Egelstaff Grande-Bretagne | 21-15 21-10                    | Maja Tvrdy Slovénie             |
| Date : 29 juillet 2012 à 13:09  |                                |                                 |
| Sayaka Sato Japon               | 22-20 21-18                    | Maja Tvrdy Slovénie             |
| Date : 31 juillet 2012 13:05    |                                |                                 |
| Sayaka Sato Japon               | 18-21 -16 21-12                | Susan Egelstaff Grande-Bretagne |

### Groupe I
| Athlète     | Pays    | MJ | G | P | SG | SP | Pts |
| ----------- | ------- | -- | - | - | -- | -- | --- |
| Hongyan Pi  | France  | 2  | 2 | 0 | 4  | 1  | 2   |
| Chloe Magee | Irlande | 2  | 1 | 1 | 3  | 2  | 1   |
| Hadia Hosny | Égypte  | 2  | 0 | 2 | 0  | 4  | 0   |

| Athlète 1                      | Score                          | Athlète 2                      |
| Date : 29 juillet 2012 à 20:17 | Date : 29 juillet 2012 à 20:17 | Date : 29 juillet 2012 à 20:17 |
| ------------------------------ | ------------------------------ | ------------------------------ |
| Hadia Hosny Égypte             | 17-21 6-21                     | Chloe Magee Irlande            |
| Date : 30 juillet 2012 à 20:52 |                                |                                |
| Hongyan Pi France              | 21-11 21-9                     | Hadia Hosny Égypte             |
| Date : 31 juillet 2012 à 14:17 |                                |                                |
| Hongyan Pi France              | 16-21 -18 21-14                | Chloe Magee Irlande            |

### Groupe J
| Athlète              | Pays         | MJ | G | P | SG | SP | Pts |
| -------------------- | ------------ | -- | - | - | -- | -- | --- |
| Pui Yin Yip          | Hong Kong    | 2  | 2 | 0 | 4  | 0  | 2   |
| Sung Ji-hyun         | Corée du Sud | 2  | 1 | 1 | 2  | 2  | 1   |
| Sara Blengsli Kværnø | Norvège      | 2  | 0 | 2 | 0  | 4  | 0   |

| Athlète 1                      | Score                          | Athlète 2                      |
| Date : 28 juillet 2012 à 19:40 | Date : 28 juillet 2012 à 19:40 | Date : 28 juillet 2012 à 19:40 |
| ------------------------------ | ------------------------------ | ------------------------------ |
| Sung Ji-hyun Corée du Sud      | 21-8 21-5                      | Sara Blengsli Kværnø Norvège   |
| Date : 29 juillet 2012 à 14:19 |                                |                                |
| Pui Yin Yip Hong Kong          | 21-8 21-7                      | Sara Blengsli Kværnø Norvège   |
| Date : 30 juillet 2012 à 13:05 |                                |                                |
| Sung Ji-hyun Corée du Sud      | 18-21 21-23                    | Pui Yin Yip Hong Kong          |

### Groupe K
| Athlète          | Pays           | MJ | G | P | SG | SP | Pts |
| ---------------- | -------------- | -- | - | - | -- | -- | --- |
| Tzu-ying Tai     | Taipei chinois | 2  | 2 | 0 | 4  | 0  | 2   |
| Anu Nieminen     | Finlande       | 2  | 1 | 1 | 2  | 2  | 1   |
| Victoria Montero | Mexique        | 2  | 0 | 2 | 0  | 4  | 0   |

| Athlète 1                      | Score                          | Athlète 2                      |
| Date : 28 juillet 2012 à 13:09 | Date : 28 juillet 2012 à 13:09 | Date : 28 juillet 2012 à 13:09 |
| ------------------------------ | ------------------------------ | ------------------------------ |
| Anu Nieminen Finlande          | 21-12 21-18                    | Victoria Montero Mexique       |
| Date : 30 juillet 2012 à 12:30 |                                |                                |
| Tzu-ying Tai Taipei chinois    | 21-11 21-14                    | Anu Nieminen Finlande          |
| Date : 31 juillet 2012 à 9:07  |                                |                                |
| Tzu-ying Tai Taipei chinois    | 21-6 21-10                     | Victoria Montero Mexique       |

### Groupe L
| Athlète                 | Pays    | MJ | G | P | SG | SP | Pts |
| ----------------------- | ------- | -- | - | - | -- | -- | --- |
| Xuerui Li               | Chine   | 2  | 2 | 0 | 4  | 0  | 2   |
| Carolina Marín          | Espagne | 2  | 1 | 1 | 2  | 2  | 1   |
| Claudia Rivero Modenesi | Pérou   | 2  | 0 | 2 | 0  | 4  | 0   |

| Athlète 1                      | Score                          | Athlète 2                      |
| Date : 28 juillet 2012 à 13:05 | Date : 28 juillet 2012 à 13:05 | Date : 28 juillet 2012 à 13:05 |
| ------------------------------ | ------------------------------ | ------------------------------ |
| Xuerui Li Chine                | 21-5 21-6                      | Claudia Rivero Modenesi Pérou  |
| Date : 29 juillet 2012 à 19:05 |                                |                                |
| Xuerui Li Chine                | 21-13 21-11                    | Carolina Marín Espagne         |
| Date : 30 juillet 2012 à 20:19 |                                |                                |
| Carolina Marín Espagne         | 21-17 21-7                     | Claudia Rivero Modenesi Pérou  |

### Groupe M
| Athlète            | Pays      | MJ | G | P | SG | SP | Pts |
| ------------------ | --------- | -- | - | - | -- | -- | --- |
| Ratchanok Intanon  | Thaïlande | 2  | 2 | 0 | 4  | 0  | 2   |
| Telma Santos       | Portugal  | 2  | 1 | 1 | 2  | 2  | 1   |
| Thilini Jayasinghe | Sri Lanka | 2  | 0 | 2 | 0  | 4  | 0   |

| Athlète 1                      | Score                         | Athlète 2                     |
| Date : 29 juillet 2012 à 9:00  | Date : 29 juillet 2012 à 9:00 | Date : 29 juillet 2012 à 9:00 |
| ------------------------------ | ----------------------------- | ----------------------------- |
| Ratchanok Intanon Thaïlande    | 21-13 21-5                    | Thilini Jayasinghe Sri Lanka  |
| Date : 30 juillet 2012 à 13:42 |                               |                               |
| Telma Santos Portugal          | 21-9 21-11                    | Thilini Jayasinghe Sri Lanka  |
| Date : 31 juillet 2012 à 13:42 |                               |                               |
| Ratchanok Intanon Thaïlande    | 21-12 21-6                    | Telma Santos Portugal         |

### Groupe N
| Athlète           | Pays               | MJ | G | P | SG | SP | Pts |
| ----------------- | ------------------ | -- | - | - | -- | -- | --- |
| Juliane Schenk    | Allemagne          | 2  | 2 | 0 | 4  | 0  | 2   |
| Kristina Gavnholt | République tchèque | 2  | 1 | 1 | 2  | 3  | 1   |
| Larisa Griga      | Ukraine            | 2  | 0 | 2 | 1  | 4  | 0   |

| Athlète 1                      | Score                          | Athlète 2                            |
| Date : 28 juillet 2012 à 20:52 | Date : 28 juillet 2012 à 20:52 | Date : 28 juillet 2012 à 20:52       |
| ------------------------------ | ------------------------------ | ------------------------------------ |
| Juliane Schenk Allemagne       | 21-18 21-14                    | Kristina Gavnholt République tchèque |
| Date : 29 juillet 2012 à 19:44 |                                |                                      |
| Larisa Griga Ukraine           | 13-21 -15 15-21                | Kristina Gavnholt République tchèque |
| Date : 30 juillet 2012 à 20:17 |                                |                                      |
| Juliane Schenk Allemagne       | 21-12 21-14                    | Larisa Griga Ukraine                 |

### Groupe O
| Athlète             | Pays        | MJ | G | P | SG | SP | Pts |
| ------------------- | ----------- | -- | - | - | -- | -- | --- |
| Adriyanti Firdasari | Indonésie   | 2  | 2 | 0 | 4  | 1  | 2   |
| Petya Nedelcheva    | Bulgarie    | 2  | 1 | 1 | 2  | 2  | 1   |
| Alesia Zaitsava     | Biélorussie | 2  | 0 | 2 | 1  | 4  | 0   |

| Athlète 1                      | Score                          | Athlète 2                      |
| Date : 29 juillet 2012 à 18:30 | Date : 29 juillet 2012 à 18:30 | Date : 29 juillet 2012 à 18:30 |
| ------------------------------ | ------------------------------ | ------------------------------ |
| Petya Nedelcheva Bulgarie      | 21-7 21-19                     | Alesia Zaitsava Biélorussie    |
| Date : 30 juillet 2012 à 9:09  |                                |                                |
| Adriyanti Firdasari Indonésie  | 21-10 16-21 -14                | Alesia Zaitsava Biélorussie    |
| Date : 31 juillet 2012 à 19:05 |                                |                                |
| Petya Nedelcheva Bulgarie      | 10-21 15-21                    | Adriyanti Firdasari Indonésie  |

### Groupe P
| Athlète   | Pays       | MJ | G | P | SG | SP | Pts |
| --------- | ---------- | -- | - | - | -- | -- | --- |
| Wang Xin  | Chine      | 1  | 1 | 0 | 2  | 0  | 1   |
| Rena Wang | États-Unis | 1  | 0 | 1 | 0  | 2  | 0   |

| Date : 30 juillet 2012 à 8:30 | Date : 30 juillet 2012 à 8:30 | Date : 30 juillet 2012 à 8:30 |
| Athlète 1                     | Score                         | Athlète 2                     |
| ----------------------------- | ----------------------------- | ----------------------------- |
| Wang Xin Chine                | 21-8 21-6                     | Rena Wang États-Unis          |

## Phase à élimination directe
| Huitième de finale | Huitième de finale              | Huitième de finale | Huitième de finale | Huitième de finale |  |    | Quarts de finale                | Quarts de finale      | Quarts de finale | Quarts de finale | Quarts de finale |  |  | Demi-finales | Demi-finales      | Demi-finales | Demi-finales | Demi-finales |  |                                  | Finale                           | Finale                           | Finale                           | Finale                           | Finale |
|                    |                                 |                    |                    |                    |  |    |                                 |                       |                  |                  |                  |  |  |              |                   |              |              |              |  |                                  |                                  |                                  |                                  |                                  |        |
| A1                 | Wang Yihan Chine                | 15                 | 21                 | 21                 |  |    |                                 |                       |                  |                  |                  |  |  |              |                   |              |              |              |  |                                  |                                  |                                  |                                  |                                  |        |
| B1                 | Bae Youn-joo Corée du Sud       | 21                 | 14                 | 14                 |  |    | A1                              | Wang Yihan Chine      | 21               | 21               |                  |  |  |              |                   |              |              |              |  |                                  |                                  |                                  |                                  |                                  |        |
| C1                 | Cheng Shao-chieh Taipei chinois | 21                 | 21                 |                    |  | C1 | Cheng Shao-chieh Taipei chinois | 14                    | 11               |                  |                  |  |  |              |                   |              |              |              |  |                                  |                                  |                                  |                                  |                                  |        |
| D1                 | Gu Juan Singapour               | 18                 | 10                 |                    |  |    |                                 |                       |                  |                  |                  |  |  | A1           | Wang Yihan Chine  | 21           | 21           |              |  |                                  |                                  |                                  |                                  |                                  |        |
| E1                 | Saina Nehwal Inde               | 21                 | 21                 |                    |  |    |                                 |                       |                  |                  |                  |  |  | E1           | Saina Nehwal Inde | 13           | 13           |              |  |                                  |                                  |                                  |                                  |                                  |        |
| F1                 | Jie Yao Pays-Bas                | 14                 | 16                 |                    |  |    | E1                              | Saina Nehwal Inde     | 21               | 22               |                  |  |  |              |                   |              |              |              |  |                                  |                                  |                                  |                                  |                                  |        |
| G1                 | Tine Baun Danemark              | 14                 |                    |                    |  | G1 | Tine Baun Danemark              | 15                    | 20               |                  |                  |  |  |              |                   |              |              |              |  |                                  |                                  |                                  |                                  |                                  |        |
| H1                 | Sayaka Sato Japon               | 15                 | ab.                |                    |  |    |                                 |                       |                  |                  |                  |  |  |              |                   |              |              |              |  |                                  | A1                               | Wang Yihan Chine                 | 15                               | 23                               | 17     |
| I1                 | Pi Hongyan France               | 21                 | 12                 | 16                 |  |    |                                 |                       |                  |                  |                  |  |  |              |                   |              |              |              |  |                                  | L1                               | Li Xuerui Chine                  | 21                               | 21                               | 21     |
| J1                 | Yip Pui Yin Hong Kong           | 13                 | 21                 | 21                 |  |    | J1                              | Yip Pui Yin Hong Kong | 12               | 20               |                  |  |  |              |                   |              |              |              |  |                                  |                                  |                                  |                                  |                                  |        |
| K1                 | Tai Tzu-ying Taipei chinois     | 16                 | 21                 |                    |  | L1 | Li Xuerui Chine                 | 21                    | 22               |                  |                  |  |  |              |                   |              |              |              |  |                                  |                                  |                                  |                                  |                                  |        |
| L1                 | Li Xuerui Chine                 | 21                 | 23                 |                    |  |    |                                 |                       |                  |                  |                  |  |  | L1           | Li Xuerui Chine   | 22           | 21           |              |  |                                  |                                  |                                  |                                  |                                  |        |
| M1                 | R. Intanon Thaïlande            | 21                 | 21                 |                    |  |    |                                 |                       |                  |                  |                  |  |  | P1           | Wang Xin Chine    | 20           | 18           |              |  |                                  |                                  |                                  |                                  |                                  |        |
| N1                 | Juliane Schenk Allemagne        | 16                 | 15                 |                    |  |    | M1                              | R. Intanon Thaïlande  | 21               | 18               | 14               |  |  |              |                   |              |              |              |  | Match pour la médaille de bronze | Match pour la médaille de bronze | Match pour la médaille de bronze | Match pour la médaille de bronze | Match pour la médaille de bronze |        |
| O1                 | Adriyanti Firdasari Indonésie   | 15                 | 8                  |                    |  | P1 | Wang Xin Chine                  | 17                    | 21               | 21               |                  |  |  |              |                   |              |              |              |  | E1                               | Saina Nehwal Inde                | 18                               | 0                                |                                  |        |
| P1                 | Wang Xin Chine                  | 21                 | 21                 |                    |  |    |                                 |                       |                  |                  |                  |  |  |              |                   |              |              |              |  |                                  | P1                               | Wang Xin Chine                   | 21                               | 1r                               |        |

## Sources
- Le site officiel du Comité international olympique
- Site officiel de Londres 2012